# لوئیس اوبینیا
لوئیس اوبینیا (اسپانیایی: Luis Ubiña‎; ۷ ژوئن ۱۹۴۰ – ۱۷ ژوئیهٔ ۲۰۱۳) بازیکن فوتبال اهل اروگوئه بود.
از باشگاه‌هایی که در آن بازی کرده‌است می‌توان به باشگاه فوتبال ناسیونال (اروگوئه) اشاره کرد.
وی همچنین در تیم ملی فوتبال اروگوئه بازی کرده‌است.